# Seppo Hentilä
Seppo Juhani Hentilä, född den 10 april 1948 i Uleåborg, finsk historiker, pol.dr. 1986.
Hentilä var 1980-1998 docent i politisk historia vid Helsingfors universitet och blev 1998 professor i ämnet. Han har forskat bl.a. i tysk-finländska relationer och finländsk idrottshistoria och skrivit flera akademiska läroböcker. Hentilä har även skrivit en bok om den svenska arbetarrörelsen och socialdemokratin 1979.

## Utmärkelser
- Riddartecknet av I klass av Finlands Vita Ros’ orden,  6 december 2003[1]

[Redigera Wikidata]